# Federação Aquática de Goiás
A Federação Aquática de Goiás (FAGO), é o órgão que regulamenta e organiza, os desportos aquáticos ligados a Goiás, fundada em 1969, a entidade é ligada a CBDA Confederação Brasileira de Desportos Aquáticos.

## Origem
A Federação Aquática de Goiás surgiu aos 6 dias do mês de junho de 1969, a partir de uma reunião na sede do Clube Social Recreativo Beneficente Cruzeiro do Sul, com a presença dos esportistas: Sebastião Graça de Alvarenga e Sebastião Melo Lemos, eleitos os primeiros Presidente e Vice-Presidente da FAGO, pelos representantes do, Clube Social Recreativo Beneficente Cruzeiro do Sul, Jóquei Clube de Goiás, Goiânia Esporte Clube e o Clube Recreativo Atlético Catalano, da cidade de Catalão, ressaltando o espírito de pioneirismo das associações representadas que viriam preencher uma lacuna nas atividades amadoristas de nosso Estado no tocante aos esportes aquáticos.

### Clubes fundadores
Clube Social Recreativo Beneficente Cruzeiro do Sul
 Jóquei Clube de Goiás (1938)
 Goiânia Esporte Clube (1936)
 Clube Recreativo Atlético Catalano (1931)